# Černava
Černava är en ort i Tjeckien.   Den ligger i regionen Karlovy Vary, i den västra delen av landet, 120 km väster om huvudstaden Prag. Černava ligger 627 meter över havet och antalet invånare är 238.
Terrängen runt Černava är kuperad norrut, men söderut är den platt. Runt Černava är det ganska tätbefolkat, med 248 invånare per kvadratkilometer. Närmaste större samhälle är Karlovy Vary, 13,1 km sydost om Černava. I omgivningarna runt Černava växer i huvudsak blandskog.